# دوغ بلير (موسيقي)
دوغ بلير (بالإنجليزية: Doug Blair)‏ هو موسيقي وعازف قيثارة أمريكي، ولد في 11 فبراير 1963 في مانشستر في الولايات المتحدة.

## وصلات خارجية
- دوغ بلير على موقع ميوزك برينز (الإنجليزية)
- دوغ بلير على موقع أول ميوزيك (الإنجليزية)
- دوغ بلير على موقع ديسكوغز (الإنجليزية)